# アフガニスタン紛争 (1978年-1989年)
アフガニスタン紛争（アフガニスタンふんそう、ロシア語: Афганская война、パシュトー語: د افغانستان جگړه）とは、冷戦時代の1978年に成立したアフガニスタン民主共和国（アフガニスタン）と同国と軍事同盟を締結して介入・侵攻したソビエト連邦（ソ連）と、それらの政府の政策に反対して総決起したムジャーヒディーンと呼ばれるイスラム聖戦士の間で勃発した戦争である。また、冷戦中という特性上ソ連と対立するアメリカ合衆国（アメリカ）やイギリス等の西側諸国やパキスタン、サウジアラビア、イラン等のイスラム世界の国々、エジプト等の親米アラブ諸国、更には当時思想面でソ連と対立していた中華人民共和国（中国）などの一部の東側諸国もムジャーヒディーンや反ソの毛沢東主義勢力を支援し、武器などを送る軍事援助やスパイを送っての政治援助などを行った事でも知られる。結果的にはムジャーヒディーン側の勝利に終わり、ソ連軍は撤退。同国の後ろ盾を失ったアフガニスタンも政権崩壊に追い込まれ、ムジャーヒディーンによる臨時政府が創られた。
しかし、当時のソ連軍はアフガニスタンの「点と線」しか支配する事が出来ず、同国のほとんどをムジャーヒディーンが支配していた事から当時の同国の実質的な指導勢力は共産主義政府ではなくムジャーヒディーンではないかとする説もあり、だとすればこれはソ連が同盟国アフガニスタンに介入したのではなく、共産主義国家化させようとしたソ連とイスラム国家化しようとしたアフガニスタンの戦争であるとする説にも結び付く事になる。
日本のマスメディアでは、ソ連軍の侵攻以降の局面は「アフガニスタン侵攻」（アフガニスタンしんこう）などと呼ばれる事も多い。「ソ連・アフガン戦争」（ソれん・アフガンせんそう）と呼んだ場合、アフガニスタンの反政府組織や義勇兵とソ連軍の間で発生した戦闘を指す。ソ連軍のアフガニスタン国内での戦闘は、1979年の出兵から1989年の完全撤収まで約10年に及んだ。
長期化した戦争で、ソ連側は1万4000人以上が戦死、アフガン側はその数倍の戦死者を出す結果となり、「ソ連のベトナム戦争」と言われた。とは言っても、かつてアメリカ軍と戦ったベトナム民主共和国（北ベトナム）や南ベトナム解放民族戦線が統一された指揮系統を持っていたのに対し、アフガニスタンのムジャーヒディーンはあくまで部族や派閥の集まりであり、統一された指揮系統は持っていなかったなどの違いはある。

## 概要
1978年にアフガニスタンでは、共産主義政党であるアフガニスタン人民民主党による政権が成立したが、これに対抗する武装勢力の蜂起が、春頃からすでに始まっていた。ほぼ全土が抵抗運動の支配下に落ちたため、人民民主党政権はソビエト連邦に軍事介入を要請した。ソ連軍は1979年12月24日に軍事介入した。ソ連国家保安委員会 （KGB）は政体混乱の収拾能力が無いとみたハフィーズッラー・アミーン革命評議会議長（書記長）を特殊部隊で襲撃（嵐333号作戦）して死に至らしめ、バブラク・カールマルを新たな指導者とし、アミーン政権に対立していた人民民主党内の多数派による政権が樹立された。

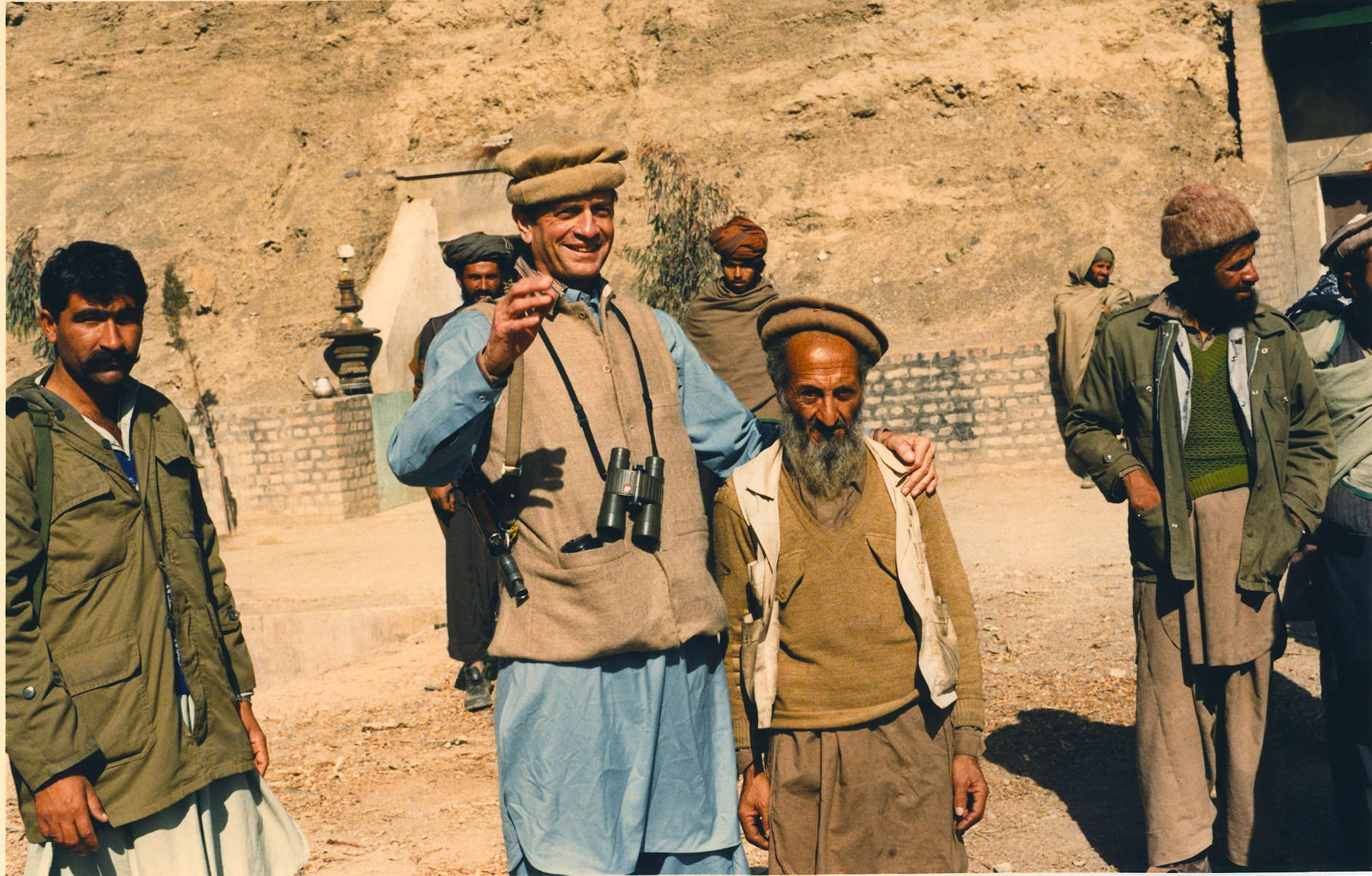
チャールズ・ウィルソンとムジャーヒディーン。

共産主義政権とソ連軍に対してムジャーヒディーンと呼ばれた抵抗運動の兵士たちが戦った。また米国中央情報局（CIA）やチャールズ・ウィルソンらによる極秘の武器供給など、ムジャーヒディーンの支援に数十億ドルを費やした。これらの資金は陸上からの支援ルートを握っていたパキスタン経由で行われ、パキスタンが同国国内に影響力を保持するきっかけとなった。また、パキスタンとその友好国の中華人民共和国は訓練キャンプも提供していた。サウジアラビアなどの親米アラブ諸国と反共反ソ同盟サファリ・クラブを結成していたエジプトのアンワル・アッ＝サーダート政権もムジャーヒディーンの支援を表明して協力した。ムジャーヒディーンには20以上のイスラム諸国から来た20万人の義勇兵が含まれていた。その中にはサウジアラビアの駐アフガニスタン公式代表となり、後にアメリカ同時多発テロを行うことになる、ウサーマ・ビン・ラーディンも参加していた。
多くの国々は、この戦争は主権国家への正当な理由のない侵略行為だと見なした。たとえば1982年11月29日の国連総会でソ連軍はアフガニスタンから撤退すべきだとする国連決議 37/37 が採択されている。一方でソ連を支持した国々もあり、この戦争は貧しい同盟国を救助しに行った行為、あるいはイスラム原理主義のテロリズムを封じ込める為の攻撃としている。アンゴラ、東ドイツ、ベトナム、インドはソ連のアフガニスタンでの立場を支持した。ただし、この紛争をきっかけにして、後にイスラム原理主義テロリストの活動が活発になったという側面もある。
最終的にソ連軍は1988年5月15日から1989年2月2日の間にアフガニスタンから撤退した。ソ連は全ての軍隊は1989年2月15日にアフガニスタンから退去したと公式に発表した。
しかしソ連撤退後も今日の日に至るまでアフガニスタンに平和の日々が訪れることはなく、ムジャーヒディーンの内部抗争、タリバンの台頭、タリバンと米国を含む有志連合諸国およびアフガニスタン・イスラム共和国政府の間の戦闘といった複数の要因により戦火が長引いているのが現状で、2021年にはタリバンが再度の政権掌握を果たすなど未だ不安定な情勢下にある。

## 人民民主党政権への反発
1919年の独立以降、アフガニスタンは王国であり、1933年以降はザーヒル・シャーが国王として統治していた。しかし、アフガニスタンは部族社会であり、地方の権力は部族の長が握っており、政府の権力は十分に浸透していなかった。また国王も部族会議のロヤ・ジルガによって推戴されていた。ザーヒル・シャーは従兄弟のムハンマド・ダーウードを首相として起用したが、ダーウードの急進的な改革に反発が高まり、ザーヒル・シャーはダーウードを解任した。1973年、ダーウードはザーヒル・シャーが病気療養のためにイタリアに赴いた隙を狙って革命を起こし、アフガニスタン共和国を成立させた。ダーウードは中立的な外交政策でソ連とアメリカの両方から援助を引き出し、国内の開発を進めようとした。
1978年4月27日にダーウードはアブドゥル・カディル大佐に暗殺された。共産主義政党アフガニスタン人民民主党が政権を掌握し、4月30日に革命評議会布告第1号によって国名をアフガニスタン民主共和国（DRA）とした。5月1日に発足した政権の首班はヌール・ムハンマド・タラキー革命評議会議長兼首相で、バブラク・カールマルが副議長兼副首相、ハフィーズッラー・アミーンが副首相兼外相となった。
革命政府は1978年12月2日の革命評議会布告第8号により、封建的土地所有を解体する土地改革を実施する方針を打ち出した。耕地としての価値で区分した7等級のそれぞれに所有の上限を設け、限度を越えた分を無償で没収し、農民に無償で分配するものである。土地改革は1979年1月から実施され、4月までに26万866.4ヘクタール(2686km2)が13万2264家族に分配されたという。部族指導者の物的利益を直撃する土地改革は、彼らの強い反発を招いたが、政府は軍隊を派遣し農民に武器を配って改革を実施した。また、政府が男女平等政策を進めたことも、宗教意識を逆なでするものであった。
外交的には非同盟・中立を標榜したが、ソ連寄りの姿勢は早くからはっきりしており、5月15日にソビエト連邦と共同声明を発してあらゆる分野での協力を約し、12月5日には善隣友好条約を結んだ。この条約は軍事協力に関する条項を含んでおり、ソ連は1979年1月に軍事顧問団を派遣した。

## 反乱勃発と拡大
人民民主党には政権掌握前から派閥の対立があり、革命政府樹立後も政権幹部の左遷・解任・逮捕が相次いでいた。1979年3月、革命評議会議長はそのままで、首相職がタラキーからアミーンに交代した。
この3月に、東北部のヌーリスターンで反乱が起こった。さらに西部ヘラートでソ連人技術者が殺され、ファラーで空軍基地が襲われるなど、反乱は全国に拡大した。夏には全州の半分以上に何らかの反乱がおき、首都でも衝突が発生した。ソ連の軍事顧問が反政府ゲリラとの戦いに参入したが、ゲリラの勢力はむしろ拡大し、ベトナム戦争を思わせる泥沼状態に陥った。
内戦が深刻化する中、タラキーは1979年9月16日に失脚して、アミーンが革命評議会議長になった。この政変でソ連はアミーンの追い落としをはかってタラキーを後押ししたと言われる。10月6日にアフガニスタンのシャー・ワリ外務大臣は社会主義諸国の大使の前でソ連の陰謀を非難した。

## ソ連介入の決定
ヘラートのアフガン政府第17軍が崩壊したことを受け、1979年3月17日より、ソ連の政治局ではアフガン情勢について討議が行われた。しかし書記長レオニード・ブレジネフ不在の中で政治局員達の意見は分かれた。国防相ドミトリー・ウスチノフやKGB議長ユーリ・アンドロポフは「侵略者のレッテルを確実に貼られることを意識」するとしながらも軍事介入を主張した。しかし首相アレクセイ・コスイギンは政府軍への支援が先決であると消極的であり、アンドレイ・キリレンコは明確に反対していた。一方で外相のアンドレイ・グロムイコは「いかなる場合でも、アフガンを失うことはできない」としながらも、軍事介入には消極的であった。
翌3月18日にはタラキーから、援助がなければ政権が崩壊するため、アフガン政府軍の制服を着たソ連軍を派遣するよう要請が入った。しかしコスイギンは発覚の確率が高く、ソ連が非難を受けるとして拒否した。この日の会議ではデタントの流れや非同盟諸国への影響を懸念したアンドロポフとウスチノフも介入回避に傾き、19日にはブレジネフもこの方針を承認した。
しかし、9月にタラキーがアミーンのクーデターによって排除されると、ソ連指導部はアミーンに対して不信を抱き始めた。10月19日にはアミーンがアメリカと接触するなど、「バランス外交」を志向している上に政府が腐敗していると報告があり、12月にはGRU（参謀本部情報総局）の派遣が決定された。
12月12日には、アフガン問題をグロムイコ、アンドロポフ、ウスチノフの三人に一任する決定が行われ、介入決定も行われたと見られている。12月26日にはブレジネフの別荘で最終確認が行われ、翌12月27日には「アミーン政権の腐敗と統治能力の欠如」「1978年12月のソ連・アフガン条約に基づくカールマルの軍事援助要請」を主な理由として、本格的な軍事介入を開始した。
介入決定の大きな要因として、アミーンの政治姿勢が1978年以来のソ連の勢力を失わせる危険があったことが挙げられる。1979年12月31日にアンドロポフらが政治局に提出した報告書では、「四月革命の成果と我が国の安全保障上の利益が危険な状態」にさらされているため、軍事介入が必要であるとしている。アフガニスタンはソ連にとって要衝であり、アフガンの喪失は安全保障に多大な影響があると考えられた。
また、アメリカ合衆国の軍事支援の影響もあった。当時のアメリカ合衆国連邦政府は、パキスタンを経由して、非軍事的物資と活動資金をムジャーヒディーンに提供していた。しかしこれら支援は秘密裏に進めるように努めており、ソ連との対立姿勢を明確にすることは、当時進行していた米ソデタントの動きからも不利益と判断された。ソ連政府は、武装勢力の台頭やイスラム国家建国の動きに対して強い警戒感を持っており、これらの武力化の恐れがある政治的な動きを制御する必要性に直面していた。
もう一つの要因として、イスラム原理主義の動きから発生した、イランでのイラン革命が挙げられる。革命でモハンマド・レザー・パフラヴィー皇帝政府が倒され、ルーホッラー・ホメイニーを中心とする新政府が樹立された。このことはソ連にとって脅威であった。
なぜなら、アフガニスタンでイスラム原理主義の革命が起これば、ソビエト連邦にも飛び火する危険性があったからである。アフガニスタンでは、イスラム原理主義の声も上がっており、革命後のイランには、北のソ連や東のアフガニスタンに革命を拡大するための宗教的、政治的及び経済的な動機が十分にあった。これらの意見は、当時のソ連の指導者レオニード・ブレジネフが、ソ連は（おそらく連邦内の共和国を含め）危険にさらされている同盟国を救援する権利を持つと宣言した「ブレジネフ・ドクトリン」によって裏付けられている。その後勃発したイラン・イラク戦争において、最も強力にイラクを援助したのもソ連であった。
また、アメリカの外交政策の転換も重要な要素として挙げられる。1978年5月にはワシントンでNATOの軍事費増大計画が決定された。1979年の秋にはテヘランのアメリカ人人質解放のためといい、航空機や核兵器など積んだ、大量のアメリカ軍をペルシャ湾へ派遣した。冬には本格的なアメリカの軍事拡張計画（五ヶ年計画）、ミサイルの生産とヨーロッパ配備の決定などが下された。反ソを目的とした中国との接近もあり、SALT II批准の可能性は皆無と見られていた。これら緊張緩和放棄政策に、ソ連も何かしら応える必要があった。

## ソビエト連邦軍の戦略
まず、ソビエト連邦は、アミーン書記長によるソ連軍派遣要請を受けて派遣部隊をアフガニスタンに進入させた。しかし、ソ連軍はアミーン書記長の拘束殺害を目的とした宮殿への襲撃作戦（嵐333号作戦）を立案し、KGBアルファ部隊やGRUスペツナズなどの特殊部隊を投入して実行した。公式には、アミーンは革命裁判で「国家に対する罪」を宣告され処刑されたと、アフガニスタンラジオが発表した。
その後は親ソ的なバブラク・カールマルを首班とする新政権を擁立してアフガニスタンを早急に安定化させ、部隊を長くとも半年程度で撤退させることを計画していた。しかし、その後、反政府勢力の台頭や活動の活発化などによって治安が急速に悪化し、新政権の強い要望によってソ連軍はアフガニスタンに足止めされることとなってしまった。そのため、治安作戦とアフガニスタン政府軍の訓練を推し進め、撤退後のアフガニスタンが安定するように努めた。

### 戦術

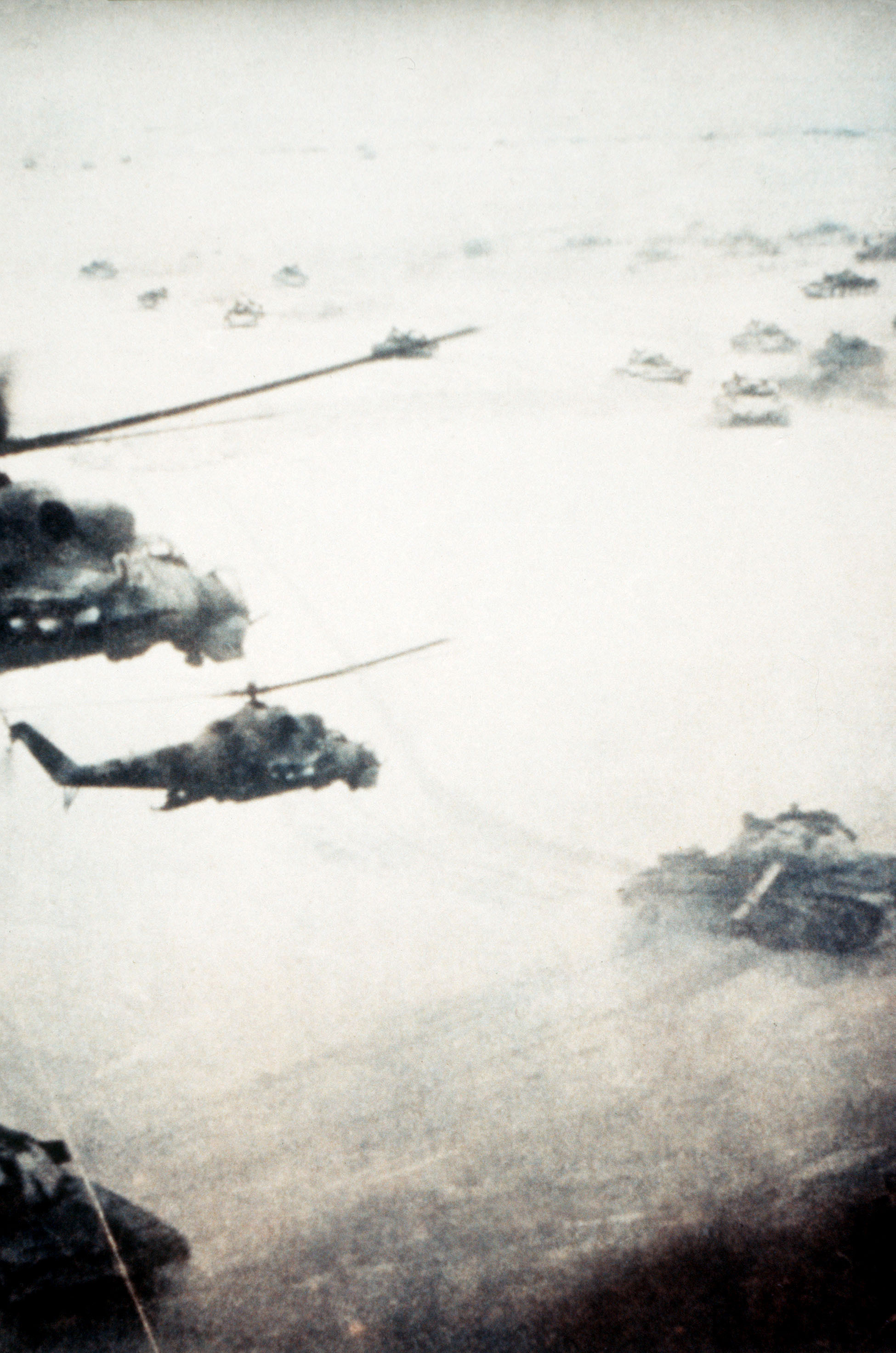
アフガニスタンに展開するソ連軍の部隊 （1984年）

ソ連軍は下記のような戦術を用いてアフガニスタンでの戦闘を行った。
- ソ連第40軍（10万人以上の地上部隊で構成）の展開。航空支援、兵站部門、内務省（MVD）の部隊及び国家保安委員会 （KGB）傘下の国境警備隊、それから他の種々雑多な部隊を含めると、総勢でおよそ17万5千人になったと複数の観測者によって計算されている。この数字は当時のソビエト連邦が保有するカテゴリー1（第一線級）の師団のほぼ20%に相当した。
- 前線の裏側ではソビエト連邦によって化学兵器が広域にわたって使用されていた。このことは（ソ連の軍事雑誌が伝えるところによると）ソ連軍のための訓練だとみなされていた （化学兵器の使用については異説あり）。
- 2000万個以上の対人地雷がソ連軍によってばらまかれた。これらの対人地雷は地雷が不発弾となったとき、発見しやすくする為に色を塗り、投下時の空気抵抗を減らすために異様な形をしたもの（PFM-1を参照）が生産された、それをおもちゃと間違えて拾った子供が死傷する事件が度々起こったため「人形爆弾」と呼ばれた
- ソ連軍の戦闘教義はもともと平原及び丘陵地帯における（NATO軍や中国人民解放軍などの）正規軍相手の電撃戦及び総力戦を前提としたものであり、ゲリラ及びパルチザンの掃討作戦や山岳戦を想定していなかったため、戦闘では苦戦を強いられた。ベトナム戦争におけるアメリカ軍と同様にヘリコプターで機動する治安作戦、掃討作戦がアフガニスタン全土で多く実施されたが、目覚しい戦果はあがらなかった。
- 9年間に渡る戦争において平均してアフガニスタンに駐留したソ連軍の兵力は10万人強である。1984年頃、ソ連陸軍首脳は政府に対し地上兵力増強を要求した。軍の要求した兵員数は30.5万人で駐留軍を3倍に増やすというものであった。アフガニスタンのゲリラ勢力は最大でも10万人であり、30万人増強が行われれば反政府勢力は壊滅していた可能性もある。戦闘が最も激しかった1985年のソ連軍の総兵力は実に511万5000人（他に国内保安部隊など113万5000人）という大きなものであったが、その世界最大の陸上兵力を持つソ連軍が、より多くの兵員をアフガニスタンに投入出来なかったのは経済面を含んだ輸送力の不足のためであった[30]。
- 対ゲリラ専用に戦闘ヘリコプターMi-24が多数投入され、航空戦力を持たないムジャーヒディーンにとって大きな脅威になった。しかし、アメリカと中国とイギリスがムジャーヒディーンにFIM-92 スティンガーなどの携帯式防空ミサイルシステムを供与したため[31]、Mi-24の脅威は限定的なものとなった[32]。

## アフガニスタン武装勢力
ムジャーヒディーンはそれぞれ分派を作ったため、ベトナム戦争における南ベトナム解放民族戦線や北ベトナム人民軍のように統合された指揮系統や思想は存在しなかった。
中東におけるソ連の影響力浸透を嫌ったアメリカ、パキスタン、中国、エジプト、イギリス、サウジアラビア、イランが主なムジャーヒディーン支援国であり、これらはソ連のモスクワオリンピックをボイコットした国々でもある。また、武装勢力の中には中立的な勢力もあったが、戦局の進展によっては反ソ連派に結集することもあった。

### 代表的なムジャーヒディーン勢力

#### パシュトゥーン人系
- イスラム国民戦線 (指導者: サイード・アフマド・ギラニ)
- アフガニスタン民族解放戦線 (指導者: シブガトゥッラー・ムジャッディディー)
- イスラム革命運動党 (指導者: モウルビー・ムハンマド・ナビー・ムハンマディ)
- イスラム党
- ヘクマティヤール派 (指導者: グルブッディーン・ヘクマティヤール)
- ハリス派 (指導者：ムハマッド・ユヌス・ハリス)

#### パシュトゥーン・タジク人系
- イスラム協会 (指導者: ブルハーヌッディーン・ラッバーニー、軍指揮官: アフマド・シャー・マスード)

#### ハザーラ人系
- イスラム革命統一評議会 (指導者: セイエド・アソ・ベヘシティ)
- イスラム勝利組織 (指導者: ミール・フサイン・サーデキー)
- パズラタン
- イスラム聖戦防衛機構

#### ウズベク人系
- イスラム国民運動党

#### ヌーリスターン人系
- ヒルミ

## 経過
一般に1979年12月24日を紛争の始まりとすることが多いが、どの出来事を始まりとするかについては解釈の違いがある。

### 年表
1978年

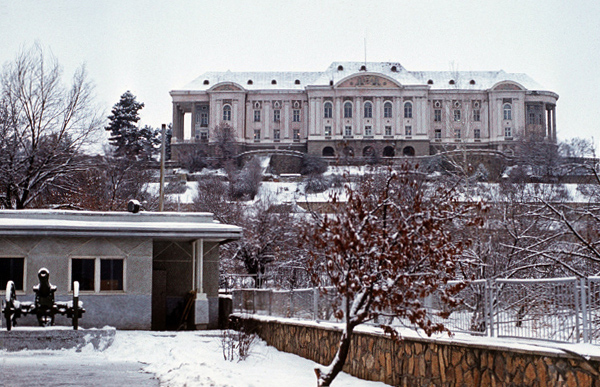
カーブルのソ連軍総司令部。旧アフガン大統領官邸。（1987年）

- 4月27日 - 人民民主党のクーデターにより、アフガニスタン共和国大統領ムハンマド・ダーウード（ザーヒル・シャー元国王の従兄弟）が殺害される。釈放された人民民主党書記長ヌール・ムハンマド・タラキーは、4月30日に革命評議会議長に選出され、書記長、首相として政権を握り、アフガニスタン民主共和国の樹立を宣言した。タラキーと並ぶ人民民主党の幹部ハフィーズッラー・アミーンとバブラク・カールマルはともに首相代理に任命された。
- 春 - 地方で部族やイスラム擁護勢力による抵抗運動及び反乱が始まる。
- 晩春 - ソビエト政府がアミーンと接触し、タラキー排除に関する話し合いを始めた。
- 12月5日 - 民主共和国がソビエト連邦との友好条約に調印。

1979年
1979年の戦死: 86人
- 2月15日 - 米国大使アドルフ・ダッブスが暴徒により誘拐され、アミーン首相によって救出が試みられている間に殺害された。アメリカは彼の死を導くことになった銃撃戦を引き起こしたとしてソ連を非難した。
- 3月 - ソビエト連邦がアフガニスタンに対する強力な軍事的支援を開始。その一つとして500人の軍事顧問が援助のために到着した。彼らが家族を伴ってきたことは長期にわたり関与することを意味した。
- 3月10日 - ヘラートのアフガニスタン人部隊が暴動を起こし、350人のソビエト市民が殺された。3月20日までに暴動は鎮圧されたが、これにより多くの人命が失われた。
- 3月 - ソビエトの顧問団はアフガニスタン政府の技術者からバグラム空軍基地の運営を引継ぎ始めた。外交上の公文書や機関紙プラウダの記事ではアフガニスタンを“社会主義国家群の一員”と呼び始めた。ソビエト連邦は今やアフガニスタンをブレジネフ政策に属するものと見なしているということを示唆するものとして理解された。
- 8月 - ソビエト陸軍の司令官イヴァン・パブロスキー将軍が50人以上の将校を伴ってアフガニスタンに到着。
- 9月1日 - タラキー議長がキューバのハバナで開かれた非同盟諸国の会議に出席。
- 9月11日 - タラキーがカーブルに帰国。
- 9月12日 - アミーンの圧力により、タラキーが「健康上の理由」により政府と党の一切の職務を辞職。
- 9月14日 - 大統領宮殿においてアミーン暗殺未遂。タラキーによって命令されたものだとみられる。
- 9月16日 - アミーン首相が、政府と党におけるタラキーの職を継承。
- 9月18日 - タラキー寄りの政府の役人や軍の将校の一部の集団が抵抗したが、アミーンに忠実な他の者たちによって殺された。タラキーはこの戦闘の最中に殺されたと推測される。
- 10月 - パブロスキー将軍と参謀たちはアフガニスタンを離れた。ソビエト連邦は南の複数のソビエト社会主義共和国でカテゴリー2の師団の動員を開始した。
- 10月10日 - カーブル・タイムズが、タラキーの病死を報じた。他の新聞の報道は、銃撃戦の最中に死亡したのではないかと示唆したが、それを証明できる者はいなかった。
- 11月7日 - ロシア革命記念日を祝うカーブル・タイムズ誌は、「偉大な10月革命の継続」におけるアフガニスタンの役割についての記事を書いた。この報告を見た多くの人は、人民民主党がアフガニスタンに関するブレジネフ政策を受け入れたと見なした。
- 11月28日 - ソビエト連邦の内務大臣の代理として、ヴィクトール・パプチン中将が「相互協力と利害関係上の問題点」に関する会合に出席するためにカーブルに到着した。中将は侵攻の調整役を引き受けるソ連国家保安委員会 （KGB）のトップであったと推測される。
- 12月 - タシュケントを拠点とする重武装したソ連の空挺大隊のいくつかがバグラム空軍基地に配置された。
- 12月17日 - アフガニスタンの情報機関の長であるアサドゥッラー・アミーン暗殺未遂。重傷を負ったアサドゥッラーは、タシュケントで治療を受けるために国を離れた。
- 12月18日 - バグラムに配置された空挺部隊はサラン峠を見張るために移動した。これはタシュケントを本拠地とする第357自動車化狙撃師団が国境を越えてやってくるのを支援するためのものであった。
- 12月21日 - 増強されたソビエト空挺連隊がバグラムに空輸された。
- 12月22日 - アフガニスタンに駐留するソビエト軍の顧問団はアフガニスタン人の部隊に戦車や他の重要な装備についてのメンテナンスのサイクルを経験させるように勧めた。カーブルの外側に通じる遠距離通信網は首都を孤立させるために切断された。アミーンは大統領府を侵攻があった場合により守りやすい場所にあるダールルアマーン宮殿に移した。
- 12月24日 - ソビエト連邦の3個師団規模の部隊がカーブルとその周辺地域の飛行場をすべて制圧した。スペツナズがカーブルの通信網の支配権を掌握し、都市内のすべての通信を統制した。
- 12月26日 - さらなるソビエト連邦の連隊や師団規模の部隊がアフガニスタン国境に向かって南下を始めた。
- 12月27日 - ソ連軍の3個大隊がアミーンのいる宮殿を攻撃し、アミーンを殺害する（嵐333号作戦）。また、アフガニスタン人の役人が多数逮捕され投獄される。
- 12月28日 - ソ連軍の3つの自動車化狙撃師団がソビエト連邦南部の4つの予備師団に支援されてアフガニスタン国境を越えた。
- 12月29日 - タラキーらのハルク派と別路線であったために東欧で亡命生活を送っていた人民民主党パルチャム派のリーダーであるバブラク・カールマルが、アフガニスタン民主共和国の革命評議会議長、首相、人民民主党の書記長に就任。この日までに5万人以上のソビエト軍がアフガニスタン国内に到着。

1980年
1980年の戦死: 1,484人
- 1月 - ソ連第40軍、アフガンの重要都市を占領。
- 1月15日 - 第6回国連緊急総会において、ソ連軍の撤退を求めた決議が賛成多数（賛成104、反対18、棄権18）で採択される。
- 2月20日 - カーブルで大規模な反政府行動が発生。ソ連指導部は、当初の計画になかった反乱鎮圧へのソ連軍の投入に同意。
- 2月 - 1979年夏に反乱軍に寝返っていたアフガン山岳歩兵連隊を攻撃するために、クナル作戦開始。軍事的には成功したが、同地に権力を確立することはできなかった。
- 4月 - ホースト攻囲戦（ペルシア語版、英語版）開始（1980年 - 1991年、ホースト州）。
- 5月11日 - カラ村の戦い（ロシア語版）。
- 春 - 第1次パンジシール作戦。（パンジシール攻勢、1980年 - 1985年、ヒンドゥークシュ山脈のサラン峠）
- 秋 - 第2次パンジシール作戦。
- 6月22日 - 第6回先進国首脳会議の開幕当日に、ソ連がアフガン駐留ソ連軍の一部（1個師団約1万人と戦車108台）撤退を発表[35]。
- 7月19日 - モスクワオリンピック開幕。ソ連軍の攻撃を非難した50カ国がボイコット。
- 8月3日 - シャエスタ村の戦い（ロシア語版）。
- 11月 - カーブルの隣接州で、ウダール（Удар、打撃の意）作戦開始。

1981年
1981年の戦死: 1,298人
- 1月 - アフガニスタンで全国民皆兵法成立。20歳以上の国民は兵役義務を負った。
- 4月 - 第3次パンジシール作戦。
- 6月18日 - トラボラ峡谷でムジャーヒディーンの大規模な基地が発見され、ソ連軍第66自動車化狙撃旅団とアフガン軍第11師団が攻撃開始。大量の武器弾薬が鹵獲されたが、ムジャーヒディーン部隊は逃走。

1982年
1982年の戦死: 1,948人
- 4月 - ニームルーズで作戦。
- 5月18日 - 第5次パンジシール作戦開始。約1万2千人が投入され、今回の作戦で初めて大規模ヘリ強襲（3日間で3千人が降着）が行われた。マスードの捕捉に失敗。
- 8月 - 第6次パンジシール作戦。
- 10月 第37回国連総会において、ソ連軍の撤退を求める決議が賛成多数（賛成114、反対21、棄権13、投票不参加9）で採択される。
- 12月 - パンジシール渓谷に支配を確立できなかったため、アフガン政府軍は渓谷から撤退。

1983年
1983年の戦死者: 1,446人
- 1月2日 - マザーリシャリーフでソ連の民間人16人が誘拐。1ヵ月後、強襲により解放されたが、6人が死亡した。
- 7月末 - ムジャーヒディーン、ホーストの封鎖に着手。

1983年、戦闘行動はアフガン全土に拡大。
1984年
1984年の戦死者: 2,343人
- 1月 - スティンガーを装備するムジャーヒディーンにより孤立させられたウルグンに対して、ウルグン作戦（フランス語版、英語版）開始。
- 4月21日 - 第7次パンジシール作戦開始。ソ連軍1万1千人、アフガン軍2,600人、航空機200機、ヘリ190機を投入。マスードの捕捉に失敗。
- 4月30日 - 第682機動小銃連隊第1大隊の喪失（ロシア語版）。
- 8月31日 - ムジャーヒディーン、カブール空港を襲撃。

1984年からカーブル市内でも、ムジャーヒディーンのテロ攻撃が頻発するようになった。
1985年
1985年の戦死者: 1,868人
- 3月 - ジャラーラーバードからバリコト（イタリア語版、英語版）（古代国家ウッディヤーナ（英語版）があった地域で、エメラルド鉱山からの鉱物資源が紛争鉱物となっている。）に至るクナール州において、クナール作戦（ロシア語版）開始（露: Кунарские операции）。ソ連軍は11,500人を投入。
- 4月 - マラヴァル峠の戦い（ロシア語版、英語版）（4月21日 - 4月22日）、バダベル蜂起（ロシア語版、英語版）（4月26日 - 4月27日、カイバル・パクトゥンクワ州ペシャワール地区（英語版））。
- 5月25日 - コンヤック村での第149機動小銃連隊第4中隊の戦闘（ロシア語版）。
- 7月13日 - ホーストの戦い開始。戦いは48日間続いた。
- 9月 - 第1次ジャバラの戦い（ロシア語版、英語版）（9月 - 10月）。
- 11月22日 - アフリジュ村の戦い（ロシア語版）。

1985年中、第8次、第9次パンジシール作戦が行われたが、マスードを捕らえることに失敗。
1986年
1986年の戦死者: 1,333人
- 2月 - 第2次ジャバラの戦い（ロシア語版、英語版）（2月28日 - 4月19日）。
- 5月4日 - ムハンマド・ナジーブッラーが革命評議会議長に選出。
- 6月から7月 - ヤフサジ山への上陸（ロシア語版）。
- 6月16日 - マヌーバ作戦（ロシア語版）。
- 8月18日から8月26日 - トラップ作戦（ロシア語版）。

1987年
1987年の戦死者: 1,215人
- 5月 - ジャリの戦い（英語版）（5月20日 - 6月13日）、アルガンダブの戦い（英語版）（5月22日 - 6月下旬、カンダハール州）。
- 11月23日 - ムジャーヒディーンの暫定政権が誕生する危険性があったホースト地区に対して、マギストラリ作戦（ロシア語版、英語版）（露: Магистраль、1986年11月19日 - 1988年1月10日）開始。第108、第201自動車化狙撃師団、第103空挺師団、第56独立空挺旅団、第345独立空挺連隊、アフガン軍5個歩兵師団、1個戦車旅団を投入。12月30日にホーストに進出。

1988年
1988年の戦死者: 759人
- 1月7日 - 3234高地の戦い（ロシア語版、英語版）。
- 4月14日 - アフガニスタン、パキスタン、ソ連、アメリカの4カ国が、「アフガニスタンに関係する事態の調停のための相互関係に関する協定（ジュネーヴ協定）」に署名（5月15日発効）。ソ連軍の半数が1988年8月15日までに撤退し、それより9ヶ月以内に全部隊の撤退が完了することが決定される。撤退検証のため、国際連合平和維持活動（後の国際連合アフガニスタン・パキスタン仲介ミッション）の設置が求められる。
- 10月 - ソ連軍のアフガニスタンからの撤退（1988年5月15日 - 1989年2月15日）。アロー作戦（英語版）（10月23日 - 11月7日）。
- 11月29日 - ロヤ・ジルガにおいて、ナジーブッラーがアフガニスタン大統領に選出。

1989年
1989年の戦死者: 53人
- 2月15日 - 第40軍最後の部隊と軍司令官ボリス・グロモフ大将がアフガニスタンを撤退、ソ連軍の完全撤退完了。

## 影響
ソビエト連邦軍はゲリラに対し決定的な勝利を得られないまま1989年に全面撤退したが、戦争の当事国双方に大きな影響が残された。

### ソビエト連邦
- ソビエト連邦軍では1万5,000人が死亡し、7万5,000人が負傷して、多大な犠牲を被ったことから、ソ連の「ベトナム戦争」とも呼ばれた。
- アフガニスタンに駐留するソビエト兵の間で麻薬が蔓延した結果、帰国後も元兵士が日常生活への適応に苦しみ、社会問題に発展した。
- 2013年においても、紛争当時に軍隊から離脱した旧ソ連軍兵士がアフガニスタンで発見されている[36]。

### アフガニスタン
- 戦闘員（ムジャーヒディーンや政府関係者）はおよそ9万人が死亡、9万人が負傷した。ソ連と比較した場合、10倍以上の損害を負ったことになる。市民の死傷者を含めると、総人口の10%、男性人口の13.5%が死亡し、全体では150万人が死亡したと推定されている。これにより戦後は一時的に国民の半分が14歳以下（つまり大部分の大人が死亡した）になるほどであった[37]。
- 少なくとも400万人以上の難民が発生し、周辺諸国に逃れた[38]。
- アフガニスタンは国の価値の約1/3から1/2にあたるおよそ500億ドルの損害を被った。
- 1万5千ある村落のうち、5千の村落は完全に破壊されるか、または農地や井戸や道路といった経済的な基盤をすべて破壊されることで経済的に立ち行かなくなった。
- 全国民の半数の14歳以上の者が死んだために、識字率は36.3%という低い数字にまでなり、このことは現在でもアフガニスタンの経済成長を阻害している。
- 農業生産量は50%にまで減少し、家畜の50%が失われた。
- 舗装された道路の70%は破壊された。
- ソ連軍はアフガニスタンに大量の自動小銃をはじめとした各種兵器を遺棄し、加えてソ連とアメリカの両国はそれぞれアフガニスタン政府軍とムジャーヒディーンに相当量の兵器を供与したため、以降のアフガニスタン紛争に使われて大きな被害をもたらした。

## 紛争の継続
ソビエト連邦軍は撤退したが、その後も政府軍やムジャーヒディーン同士による戦闘が続き、アフガニスタンの紛争はなおも継続した。
以降の経緯はアフガニスタン紛争 (1989年-2001年)を参照。

## 題材とした作品
映画
- 『007 リビング・デイライツ』（1987年、イギリス・米国）
- 『アフガン/ネクサス奪還作戦』（1988年、米国）
- 『レッド・アフガン』（1988年、米国）
- 『ランボー3/怒りのアフガン』（1988年、米国）
- 『アフガン・ボーダーを越えろ!』（1990年、フランス）
- 『レッド・ストーム/アフガン侵攻』（1991年、ソ連・イタリア）
- 『エスケープ・フロム・アフガン』（2002年、米国）
- 『アフガン』（2005年、ロシア）
- 『チャーリー・ウィルソンズ・ウォー』（2007年、米国）
- 『君のためなら千回でも』（2007年、米国）
- 『アフガン・ハンター 極秘兵器・スティンガー発射』（2010年、ロシア）
- 『リービング・アフガニスタン』（2018年、ロシア）

マンガ
- 『Cat Shit One'80』
- 『BLACK LAGOON』

ゲーム
- 『METAL GEAR SOLID V: THE PHANTOM PAIN』
- 『Call of Duty: Black Ops II』